# Pentathlon moderne aux Jeux olympiques de la jeunesse de 2014
Navigation
Édition précédente Édition suivante
Les épreuves de pentathlon moderne aux jeux olympiques de la jeunesse d'été de 2014 ont lieu au Stade du Centre sportif olympique de Nankin de Nankin, en Chine, du 22 au 26 août 2014.

## Podiums
| Compétition        | Or                                     | Argent                       | Bronze                      |
| ------------------ | -------------------------------------- | ---------------------------- | --------------------------- |
| Individuel garçons | Aleksandr Lifanov                      | Gergely Regős                | Dovydas Vaivada             |
| Individuel filles  | Zhong Xiuting                          | Francesca Summers            | Anna Matthes                |
| Relais mixte       | Maria Migueis Teixeira Anton Kuznetsov | Anna Toth Ricardo Vera Reyes | Aurora Tognetti Park Gilung |